# 11712 Kemcook
11712 Kemcook este un asteroid din centura principală de asteroizi.

## Descriere
11712 Kemcook este un asteroid din centura principală de asteroizi. A fost descoperit pe 25 aprilie 1998 la Stația Anderson Mesa în cadrul programului LONEOS. El prezintă o orbită caracterizată de o semiaxă mare de 2,61 ua, o excentricitate de 0,09 și o înclinație de 3,2° în raport cu ecliptica.